# Les bessones a St. Clare's
Les bessones a St. Clare's (おちゃめなふたご クレア学院物語, Ochame na Futago: Kurea Gakuin Monogatari) és una sèrie d'anime japonesa emesa originalment el 1991 i distribuïda a diferents països els anys següents. És una adaptació de les novel·les de l'autora de literatura infantil britànica Enid Blyton.

## Argument
Basat en les novel·les d'Enid Blyton, la sèrie té com a protagonistes a les dues germanes bessones Patrícia i Isabel O'Sullivan, inscrites pels seus pares a una nova acadèmia, St. Clare's, lluny de la vida luxosa que havien tingut fins llavors amb el seu pare i la seva mare. Arribades a disgust a l'escola i inicialment mal vistes per les seves noves companyes, de mica en mica aniran creixent sobre la base de noves experiències i amigues i companyes.

## Producció
Fou produïda per TMS Entertainment per a Nippon TV i desenvolupada per Tokyo Laboratory. El seu director fou Masaharu Okuwaki i els productors Hibiki Ito i Yasumichi Ozaki.

## Distribució
La sèrie va ser emesa per primera vegada al Japó entre el 5 de gener i el 2 de novembre de 1991, a Nippon TV. Posteriorment, va ser distribuïda a Espanya, Portugal, Alemanya, França, Itàlia, Jordània i Filipines.
Va ser doblada al català i emesa per Televisió de Catalunya el 1998.